# Petrus Johannes Meindaerts
Petrus Johannes Meindaerts (auch Petrus Johannes Meinarts; * 7. November 1684 in Groningen; † 31. Oktober 1767) war der vierte alt-katholische Erzbischof von Utrecht.

## Leben und Wirken
Petrus Johannes Meindaerts studierte in Mechelen und Löwen. Er war einer von mehreren Priestern, die 1716 von Luke Fagan, Bischof von Meath und später Erzbischof von Dublin, geweiht wurden. Später wurde Meindaerts Erzpriester in Leeuwarden und Dekan von Friesland.
Seine Wahl zum Erzbischof von Utrecht erfolgte am 2. Juli 1739. Am 18. Oktober 1739 wurde er als letzter durch Dominique Varlet zum Bischof geweiht. Die römische Kurie erzürnte besonders, dass er nach dem Tode Varlets (1742) weitere Bischöfe weihte, um die apostolische Sukzession der inzwischen von Rom unabhängigen niederländischen Kirche sicherzustellen. Am 2. September 1742 weihte er Hieronymus de Bock und, nach dessen frühem Tod, am 11. Juli 1745 Johannes van Stiphout zum Bischof von Haarlem. Am 25. Januar 1758 weihte er ferner Bartholomeus Johannes Bijeveld zum Bischof von Deventer.
Im Jahre 1763 berief er eine Regionalsynode in Utrecht ein, die dort am 13. September 1763 stattfand und die unter den anderen katholischen Bischöfen große Zustimmung fand.
Er verfasste verschiedene gottesdienstliche Schriften.